# Ояпок (река)
Ояпо́к, Ояпо́ки (фр. Oyapock [wɑjapɔk], порт. Oiapoque [ɔjɐˈpɔki]) — пограничная река между Французской Гвианой и бразильским штатом Амапа.
Исток, обнаруженный в 1878—1879 годах французским путешественником Ж. Н. Крево, расположен на территории горного хребта Тумук-Умак. Протекает в северо-восточном направлении по малонаселённой местности, в основном покрытой нетронутыми влажными тропическими лесами. Длина — 500 км. Впадает в Атлантический океан близ мыса Оранж.
В районе устья реки расположены порты Сен-Жорж (Французская Гвиана), Ояпоки и Понта-дус-Индиос (Бразилия).
В 1604 году на реке капитан военно-морского флота Британской империи Чарльз Ли предпринял попытку основания первой в Гвиане колонии, окончившуюся неудачей. В 1668 году между Французской Гвианой и Бразилией была установлена граница, проходившая по реке Марони. Согласно временному французско-португальскому договору, подписанному 4 марта 1700 года, была произведена нейтрализация зоны между Ояпоком и Амазонкой. Однако в результате заключения в 1713 году Утрехтского мирного договора Франция возвратила Португалии утраченные последней территории, сохранив за собой незначительные владения.

## Комментарии
1. ↑  На русскоязычных картах название реки со стороны Бразилии подписано как Ояпоки, со стороны Французской Гвианы — как Ояпок.